# Chamaita nubifera
Chamaita nubifera är en fjärilsart som beskrevs av George Francis Hampson 1918. Chamaita nubifera ingår i släktet Chamaita och familjen björnspinnare. Inga underarter finns listade i Catalogue of Life.